# Mechatronik Arena
Mechatronik Arena è uno stadio di Aspach, Germania. Lo stadio è stato inaugurato nel 2011 e ha una capacità di 10.000 con 6.500 posti tutti coperti da tetti.
Lo stadio è stato costruito usando i fondi di 12 diversi investitori, tra i quali la cantante Andrea Berg.
È lo stadio di casa del Sportgemeinschaft Sonnenhof Großaspach. Può essere utilizzato anche per concerti musicali, con una capienza aumentata a 15.000 spettatori. Il record di presenze per una partita di calcio è stato interrotto in una partita di spareggio di promozione Regionalliga contro il VfL Wolfsburg II il 28 maggio 2014 con 5.798 spettatori.